# The Callisto Protocol
The Callisto Protocol es un videojuego de acción y survival horror estrenado en 2022, desarrollado por Striking Distance Studios y publicado por Krafton. Fue dirigido por Glen Schofield, que anteriormente había participado en la creación de la serie Dead Space. La historia del juego sigue a Jacob Lee (Josh Duhamel), que es enviado a una prisión situada en la luna joviana Calisto para luchar contra prisioneros infectados con una enfermedad desconocida mientras descubre oscuros secretos de las instalaciones. Los jugadores exploran una serie de niveles y obtienen recursos mientras luchan contra los prisioneros infectados.
El desarrollo del juego comenzó con la formación de Striking Distance Studios en junio de 2019. Originalmente desarrollado como un juego ambientado en el universo de PUBG: Battlegrounds, más tarde evolucionó hacia una propiedad intelectual original.
El juego se lanzó para PlayStation 4, PlayStation 5, Microsoft Windows, Xbox One y Xbox Series X/S el 2 de diciembre de 2022. Recibió críticas mixtas.

## Jugabilidad
En The Callisto Protocol, los jugadores asumen el papel de Jacob Lee desde una perspectiva en tercera persona. La salud de Jacob se indica mediante un implante en la nuca llamado "Dispositivo C.O.R.E.". La salud se puede reponer con paquetes inyectables que se encuentran a lo largo de los niveles. Jacob puede usar armas para combatir a los enemigos, así como un sistema cuerpo a cuerpo para esquivar los ataques enemigos mientras busca huecos para golpearlos y matarlos. Ambos estilos de combate pueden mezclarse, lo que proporciona una mayor variedad a la hora de enfrentarse a los distintos tipos de enemigos. Jacob puede recoger y revisar registros de audio durante el juego.

## Argumento
En 2320, Jacob Lee (Josh Duhamel) y su compañero Max Barrow (Jeff Schine) son transportistas contratados por la United Jupiter Company (UJC) y copilotos de la UJC Charon. Han estado transportando cargamentos volátiles sin etiquetar entre Europa y la Prisión de Black Iron de Calisto, operada por la UJC, y su última misión promete ser lo suficientemente lucrativa como para que puedan jubilarse. Tras superar el perímetro de seguridad de Calisto y poner rumbo a Europa, la Charon es abordada por los Outer Way, un grupo supuestamente responsable de un ataque terrorista biológico masivo en Europa, y la nave se ve obligada a aterrizar de emergencia en la superficie de Calisto. Max muere, y Jacob y Dani Nakamura (Karen Fukuhara), líder de los Outer Way, son los únicos supervivientes. Ambos son atrapados por el capitán Leon Ferris (Sam Witwer), jefe de seguridad de la prisión Black Iron, y encarcelados sin cargos ni juicio por orden del alcaide Duncan Cole (James C. Mathis III). Jacob despierta tras el agotador proceso de admisión y descubre que la prisión está siendo invadida por "biófagos" hostiles, reclusos afectados por una enfermedad desconocida. Ahora Jacob deberá recorrer la prisión, repleta de monstruos, con el fin de sobrevivir y escapar, averiguando los oscuros secretos lugar en el proceso.

## Desarrollo
Los orígenes de The Callisto Protocol comenzaron con la formación de Striking Distance como un estudio dentro de PUBG Corporation (ahora PUBG Studios) en junio de 2019, dirigido por Glen Schofield, que anteriormente había cocreado la serie Dead Space en Visceral Games. El estudio se creó para expandir el universo de PUBG: Battlegrounds, creando un juego narrativo. Schofield dijo que cuando se reunió con PUBG Corporation donde explicaron su objetivo de expandir la narrativa de PUBG, ya tenía el concepto de The Callisto Protocol en mente y se lo presentó y trabajó con ellos para encajar su idea en su universo. Sin embargo, en mayo de 2022, Schofield declaró que el juego había crecido para ser su propia historia y ya no está conectado a PUBG, aunque sigue habiendo pequeños guiños a este último.
Schofield quería que el juego se basara en cierta medida en la realidad, por lo que eligió como escenario un lugar potencialmente habitable por los humanos, como Calisto. Se ha teorizado que la luna tiene un océano subterráneo de agua, que Schofield creía que podía ofrecer un misterio para el juego.
Entre otras personas que trabajan en el juego se encuentran Steve Papoutsis, que codesarrolló la serie Dead Space y dirigió la serie tras la marcha de Schofield de Visceral; Scott Whitney, diseñador de la serie Dead Space; y Christopher Stone, director de animación de la serie anterior. De los 150 empleados de Striking Distance, Schofield afirmó que entre 25 y 30 antiguos compañeros de Visceral Games y Sledgehammer Games forman parte de Striking Distance trabajaron en The Callisto Protocol. Varios periodistas comentaron las similitudes temáticas y de jugabilidad con la serie Dead Space.
El juego parece incluir el mismo tipo de interfaz diegética que había utilizado Dead Space mediante un indicador holográfico en la nuca del prisionero que indica su estado de salud y otros atributos al jugador. Schofield dijo que las comparaciones con Dead Space reflejan su estilo de juego, y aunque aún quería crear algo diferente, las alusiones y la inspiración de Dead Space surgieron de forma natural de su enfoque creativo. Josh Duhamel pone voz y captura de movimientos al protagonista principal, Jacob Lee. En la Comic-Con 2022, se reveló que Karen Fukuhara y Sam Witwer se unían al reparto. Fukuhara interpreta a Dani Nakamura, líder del grupo de resistencia A Better Way, mientras que Witwer encarna a Leon Ferris, el capitán de la Guardia de la Prisión. Además de aportar voces, el reparto actúa con tecnología de captura de movimiento. Fukuhara comentó que, antes de actuar con captura de movimiento, el equipo de desarrollo "nos mostraba cómo sería la habitación en ilustraciones que habían hecho".
The Callisto Protocol se diseñó para las consolas domésticas más recientes, la PlayStation 5 y las Xbox Series X/S, además de otras plataformas. Schofield declaró que su intención era "realmente intentar hacer el juego más terrorífico en plataformas de nueva generación", del mismo modo que se había considerado Dead Space en su lanzamiento para PlayStation 3 y Xbox 360. Afirmó que el juego aprovecha las nuevas técnicas de iluminación y los sistemas de audio 3D que ofrecen las nuevas consolas, así como la respuesta háptica que proporciona el mando DualSense de PlayStation 5, para crear una inmersión profunda del jugador en el juego. El director técnico de Striking Distance Studios, Mark James, ha declarado que el juego se ha desarrollado con el "máximo realismo" en mente, y utiliza el motor Unreal Engine 4. Krafton y Striking Distance se han asociado con Skybound Entertainment para el lanzamiento del juego, ya que Skybound ve potencial para oportunidades multimedia adicionales más allá del videojuego para el concepto.
En septiembre de 2022, Schofield publicó un tuit sobre el desarrollo del juego que algunos interpretaron como una glorificación de la cultura del crunch. Esto provocó reacciones en Internet, como la del periodista de Bloomberg, Jason Schreier, que ya había informado sobre la cultura del crunch en el pasado. Más tarde, Schofield borró el tuit y se disculpó. En una entrevista con Inverse, Schofield asumió la responsabilidad de haber ejercido crunch a su personal y prometió que el crunch "no es algo que ocurrirá en nuestro próximo proyecto ni en ningún proyecto futuro".

## Lanzamiento
El 27 de octubre de 2022, el lanzamiento en Japón fue cancelado cuando el juego no obtuvo la clasificación CERO debido al contenido violento del juego y el desarrollador se negó a realizar los cambios necesarios. El juego fue lanzado para PlayStation 4, PlayStation 5, Windows, Xbox One y Xbox Series X/S el 2 de diciembre de 2022.

## Recepción
The Callisto Protocol recibió críticas "mixtas o medias", según el agregador de reseñas Metacritic. Varias publicaciones señalaron que The Callisto Protocol sufría de inestabilidad y problemas de rendimiento, que afectaban principalmente a la versión para PC; como resultado, el juego recibió críticas de usuarios "mayoritariamente negativas" en Steam tras su lanzamiento. Ese mismo día, el juego recibió una actualización que aliviaba los problemas de compilación de sombreadores y los desarrolladores prometieron más parches de optimización. Glen Schofield afirmó posteriormente que los problemas técnicos se debían a un "error administrativo" del equipo de desarrollo del juego.

### Ventas
The Callisto Protocol fue el sexto juego más vendido al por menor en el Reino Unido en su semana de lanzamiento. El juego no cumplió las expectativas de ventas de Krafton, que esperaba unas ventas de cinco millones de unidades, pero rebajó su estimación a alcanzar los dos millones de unidades vendidas en 2023; en respuesta, los inversores de Krafton bajaron sus precios objetivo de las acciones.

### Nominaciones
El juego fue nominado a dos premios en la 21ª edición de los Visual Effects Society Awards.